# زبان‌های فینو-اوگری
زبان‌های فینو-اوگری (مجاری: Finnugor nyelvek;فنلاندی: Suomalais-ugrilaiset kielet;فرانسوی: Langues finno-ougriennes‎;انگلیسی: Finno-Ugric languages) نام زیرگروهی از زبان‌های اورالی است. بسیاری از زبان‌شناسان زبان‌هایی چون مجاری، فنلاندی، استونیایی و شماری دیگر را در این دسته جای‌می‌دهند. برخلاف بیشتر زبان‌هایی که در اروپا گویشورانی دارد، این زبان‌ها پیوندی با زبان‌های هند و اروپایی ندارند. زبان‌های سمویدی هم زیرگروهی از زبان‌های اورالی‌است. پاره‌ای از زبانشناسان اورالی و فینو-اوگری را برابر هم می‌دانند. دسته کوچکی از زبان‌های فینو-اوگری با خطر نابودی رودررویند.
فینو-اوگری‌ها به مردمانی گفته می‌شود که به یکی از زبان‌های این خانواده سخن بگویند.

## خاستگاه
زادگاه زبان‌های فینو-اوگری به درستی آشکار نیست. بیشتر، مرکز و شمال روسیه و باختر کوه‌های اورال را در زمان هزاره سوم پیش از میلاد، خاستگاه این زبان‌ها می‌انگارند. این نگره از اینجا برخاسته است که سه زبان اورالی از سه شاخه گوناگون -موردوویایی، ماری و پرمی- در کناره میانه‌های رود ولگا جای‌گرفته‌اند. از دیگرسو نام برخی گیاهان و جانوران در این زبان‌ها (نام‌هایی مانند صنوبر، کاج سیبری، صنوبر سیبری، نارون سرخ و…) با این‌جای‌انگاری همخوانی دارند. دربازسازی زبان نیافینو-اوگری وامواژه‌های بسیاری از زبان‌های هند و ایرانی به چشم می‌خورد. پیشینه درونشد این واژگان شاید به زمان زیست قوم‌های ایرانی سکاها و سرمتی‌ها در استپ‌های اوراسیا بازگردد.
از گواهی‌ها برمی‌آید که اسلاوها پس از کوچشان به سرزمین‌های روسیه، فینو-اوگری‌زبانان را از منطقه میان کوه‌های اورال تا دریای بالتیک که زیستگاهشان بوده‌است، تارانده‌اند. این را از پخش فرهنگ سفال‌ابزاری وابسته به دوره پارینه‌سنگی برداشت کرده‌اند. این فرهنگ را که به ۴۲۰۰ تا ۲۰۰۰ (پیش از میلاد) بازمی‌گردد را از آن توده‌های فینو-اوگری‌زبان می‌انگارند.
با اینکه کوشش شده‌است تا این خانواده زبانی را پیوسته به زبان‌های هند و اروپایی بشناسانند، ولی اختلاف دستوری عمومی این زبان‌ها با زبان‌های هندواروپایی این کوشش را نافرجام گذارده‌است.

## دسته‌بندی
فینو-اوگری زیرشاخه‌ای از خانواده بزرگ زبان‌های اورالی است. خانواده فینو-اوگری خود چنین دسته‌بندی می‌شود:
اوگری:
- مجاری
  - مجاری
- اوب-اوگری
  - خانتی
  - مانسی

فینو-پرمی
- پرمی
  - کومی
  - کومی-پرمیاک
  - اودمورت
- فینو وُلگایی
  - ماری
    - ماری

  - موردوینی
    - ارزیا
    - موکشا

  - زبان‌های فینوولگایی مرده با جایگاه ناآشکار
    - مریا
    - مشچریایی
    - مورومیایی

  - فینو سامیک
    - سامیک
      - سامیک باختری
        - سامی جنوبی
        - اومه سامی (نزدیک به نابودی)
        - لوله سامی
        - پیته‌آ سامی (نزدیک به نابودی)
        - سامی شمالی

      - سامیک خاوری
        - کمی سامی (مرده)
        - ایناری سامی
        - آککالا سامی (مرده)
        - کیلدین سامی
        - اسکولت سامی
        - تر سامی (نزدیک به نابودی)

    - بالتیک-فینی
      - استونیایی
      - فنلاندی
      - اینگریایی (نزدیک به نابودی)
      - کارلیایی
        - کارلیایی سره
        - لودی
        - اولونتس کارلیایی

      - استونیایی جنوبی
      - لیوونیایی (نزدیک به نابودی)
      - وپس
      - ووتیک

## سنجش واژگان
| فارسی      | فنلاندی                                | استونیایی                            | سامی شمالی     | ایناری سامی | ماری  | کومی  | خانتی  | مجاری       | بازسازی فینو-اوگری      |
| ---------- | -------------------------------------- | ------------------------------------ | -------------- | ----------- | ----- | ----- | ------ | ----------- | ----------------------- |
| دل         | sydän, sydäm-                          | süda, südam-                         | -              | -           | šüm   | śələm | səm    | szív        | *‎śiδä(-mɜ) / *śüδä(-mɜ) |
| دامنِ پوشاک | syli                                   | süli                                 | salla, sala    | solla       | šəl   | syl   | jöl    | öl          | *süle / *sile           |
| سیاهرگ     | suoni                                  | soon                                 | suotna, suona  | suona       | šön   | sən   | jan    | ér          | *sōne / *se̮ne           |
| رفتن       | mennä, men-                            | minna, min-                          | mannat         | moonnađ     | mije- | mun-  | mən-   | menni, megy | *mene-                  |
| ماهی       | kala                                   | kala                                 | guolli, guoli  | kyeli       | kol   | -     | kul    | hal         | *kala                   |
| دست        | käsi, käte- gen. käden, part. kättä    | käsi, kät- gen. käe, part. kätt      | giehta, gieđa  | kieta       | kit   | ki    | köt    | kéz         | *käte                   |
| چشم        | silmä                                  | silm                                 | čalbmi, čalmmi | čalme       | šinča | śin   | sem    | szem        | *śilmä                  |
| یک         | yksi, yhte- gen. yhden, part. yhtä     | üks, üht- gen. ühe, part. üht(e)     | okta, ovtta    | ohta        | ikte  | ət'ik | ĭt     | egy         | *ykte                   |
| دو         | kaksi, kahte- gen. kahden, part. kahta | kaks, kaht- gen. kahe, part. kaht(e) | guokte         | kyeh´ti     | kokət | kyk   | kät    | kettő/két   | *kakta / *käktä         |
| سه         | kolme                                  | kolm                                 | golbma         | kulma       | kumət | kujim | koləm  | három       | *kolme / *kulme         |
| یخ         | jää                                    | jää                                  | jiekŋa, jieŋa  | jiena       | ij    | ji    | jöŋk   | jég         | *jäŋe                   |
| شپش        | täi                                    | täi                                  | dihkki         | tikke       | tij   | toj   | tögtəm | tetű        | *täje                   |

### شمارگان
| شماره | فنلاندی   | استونیایی | وورو   | سامی شمالی | سامی ایناری | ارزیا  | ماری مرغزاری | مانسی   | مجاری  | نیافینو-اوگری |
| ----- | --------- | --------- | ------ | ---------- | ----------- | ------ | ------------ | ------- | ------ | ------------- |
| ۱     | yksi      | üks       | ütś    | okta       | ohta        | vejke  | ikte         | akva    | egy    | *ykte         |
| ۲     | kaksi     | kaks      | katś   | guokte     | kyeh´ti     | kavto  | kokət        | kityg   | kettő  | *kakte        |
| ۳     | kolme     | kolm      | kolm   | golbma     | kulma       | kolmo  | kumət        | hurum   | három  | *kolm-        |
| ۴     | neljä     | neli      | nelli  | njeallje   | nelji       | ńiľe   | nələt        | nila    | négy   | *neljä-       |
| ۵     | viisi     | viis      | viiś   | vihtta     | vitta       | veƭe   | wizət        | at      | öt     | *vit(t)e      |
| ۶     | kuusi     | kuus      | kuuś   | guhtta     | kutta       | koto   | kuδət        | hot     | hat    | *kut(t)e      |
| ۷     | seitsemän | seitse    | säidse | čieža      | čiččam      | śiśem  | šəmət        | sat     | hét    | N/A           |
| ۸     | kahdeksan | kaheksa   | katõsa | gávcci     | käävci      | kavkso | kandaš(e)    | ńololov | nyolc  | N/A           |
| ۹     | yhdeksän  | üheksa    | ütesä  | ovcci      | oovce       | vejkse | indeš(e)     | ontolov | kilenc | N/A           |
| ۱۰    | kymmenen  | kümme     | kümme  | logi       | love        | kemeń  | lu           | lov     | tíz    | N/A           |